# Al-Arabi Club Irbid
L'Al-Arabi Club Irbid és un club jordà de futbol de la ciutat d'Irbid.
Va ser fundat l'any 1945 (altres fonts: 1964).

## Palmarès
- Copa jordana de futbol:[5]

1986